# Barry Robson
Barry Gordon George Robson (ur. 7 listopada 1978 w Inverurie) – były szkocki piłkarz grający na pozycji pomocnika.

## Sukcesy
- finalista Pucharu Szkocji z Dundee United: 2005[3]
- Mistrzostwo Szkocji z Celtikiem: 2008[4]